# Boiling Point: Road to Hell
Boiling Point: Road to Hell ist ein Computerspiel des Entwicklers Deep Shadows. Das Spiel wurde 2005 für Windows-Systeme über Publisher Atari veröffentlicht. Es vereint die Spielmechanik eines Ego-Shooters mit einer offenen Spielwelt und einem Progressionssystem, wie man sie vor allem aus Rollenspielen kennt.

## Handlung
Der Spieler steuert die Figur Saul Myers, ein Mann, der zehn Jahre Dienst bei einer Fremdenlegion leistete. Man erfährt, dass seine Tochter Lisa im Staat Realia entführt wurde. Nun reist man als Saul Myers in den Staat und versucht seine Tochter zu finden und die Schurken zur Rechenschaft zu ziehen. Dabei legt man sich mit den unterschiedlichen Fraktionen an und verschlechtert bei diesen seinen Ruf oder verbündet sich mit einer der Fraktionen: Regierung, Guerilleros, Banditen, Drogenmafia, Indios, CIA, Zivilisten. Außerdem kann man sich mit Drogenbossen einlassen.

## Spielwelt
Die Spielwelt besteht aus einem südamerikanischen Dschungel (Bolivien), der sich auf einer Fläche von 450 km² erstreckt, auf der sich unzählige Freunde und Feinde tummeln. Ebenso vielfältig ist die Flora und Fauna des Spiels.
Dem Spieler ist es möglich mit jedem NPC zu interagieren und nahezu jedes Gebäude und jeden Winkel der Welt zu betreten.
Außerdem kann man verschiedene Fahrzeuge bedienen, beispielsweise PKW, LKW, Hubschrauber, Flugzeuge, Boote, Kettenfahrzeuge etc.

## Gameplay
Der Spieler hat im Spiel jederzeit die Wahl, wie vorzugehen ist. Ob strategisch oder radikal, ob vorsichtig oder unüberlegt. Jede Entscheidung wirkt sich auf den weiteren Spielverlauf aus. Beispiel: Wenn man viele Medikamente zu sich nimmt, um sich zu heilen, wird man bald abhängig sein. Der Spielercharakter entwickelt sich laufend selbstständig weiter. Wenn man häufig eine Pistole benutzt, verbessert sich automatisch der Skill für diese Tätigkeit.
Jedoch wird oft angeprangert, dass das Spiel nicht flüssig läuft und fehlerhaft ist. Durch die zwei offiziellen Patches werden viele Bugs und Fehler beseitigt, wodurch sich das Gameplay verbessert hat.

## Zusatzinformationen
Der Protagonist Saul Myers wurde visuell dem Schauspieler Arnold Vosloo nachempfunden, der in der englischsprachigen Version des Spiels Saul Myers auch seine Stimme leiht.
2008 veröffentlichte Entwickler Deep Shadows das Spiel White Gold: War in Paradise, welches allgemein als indirekter Nachfolger von Boiling Point angesehen wird. Zwar basiert White Gold auf derselben Technik und weist starke spielmechanische sowie atmosphärische Parallelen auf, setzt die Handlung von Boiling Point allerdings nicht fort.

## Pressespiegel

### Bewertungen in Spielezeitschriften
- PC PowerPlay 06/05 67 %
- PC Games 07/05 73 %
- GameStar 07/05 67 %